# The Party Album
The Party Album é o disco de estreia do grupo Techno e Eurodance holandês Vengaboys. Foi lançado na Holanda como Up & Down - The Party Album! Em 1998 foi lançado internacionalmente em uma versão bem diferente sob o nome de The Party Album e foi relançado em 1999 sob o título Greatest Hits Part 1 com as mesmas músicas (exceto "Vengababes from Outer Space") com mais cinco músicas adicionais.
| Críticas profissionais                                                      | Críticas profissionais |
| Avaliações da crítica                                                       | Avaliações da crítica  |
| Fonte                                                                       | Avaliação              |
| --------------------------------------------------------------------------- | ---------------------- |
| All Music Guide                                                             | [ 1 ]                  |
| Esta tabela precisa de ser acompanhada por texto em prosa. Consulte o guia. |                        |

## Faixas

### Up & Down - The Party Album!
Também lançado em uma versão semelhante aoGreatest Hits Part 1.
1. "Up & Down (Airplay Mais)" - 3:58
2. "Para o Brasil (Medium Radio)" - 3:20
3. "Parada de Tettas" - 4:02
4. "24" - 6:39
5. "We Like to Party!" - 4:04
6. "Speed Funky" - 4:05
7. "Cookies" - 4:50
8. "I Like the Music Pumpin '" - 7:00
9. "Get Down!" - 5:30
10. "I Love What Y'r Doing to Me" - 4:09
11. "You And Me" - 5:25
12. "All Night Passion" - 3:41
13. "Mundo Melhor" - 5:00
14. "PDT RMX" - 3:59

### The Party Album
1. "We Like to Party! (The Vengabus)" - 3:42
2. "Boom, Boom, Boom, Boom!" - 3:22
3. "Up and Down" - 3:59
4. "Ho Ho Vengaboys!" - 3:41
5. "Para o Brasil" - 3:07
6. "We're Going to Ibiza" - 3:38
7. "Vengababes from Outer Space" - 3:26
8. "Superfly Slick" - 5:21
9. "Movin 'Around" - 3:48
10. "O Vengabeat" - 4:09
11. "You and Me" - 5:24
12. "Paraíso..." - 7:07

### Greatest Hits Part 1
Greatest Hits Part 1 é o re-lançamento deThe Party Albumem 1999, com algumas alterações menores.
- Adição de "Superfly Slick Dick", a faixa 13.
- Pontuação minorly mudando.
- Tiraram a música "Vengababes from Outer Space".
- Tirou o subtítulo "A Vengabus" on "We Like to Party".
- Adicionado faixas 6, 9 e 14-16.

1. "We Like to Party!" - 3:42
2. Boom, Boom, Boom, Boom! " - 3:22
3. "Ho Ho Vengaboys!" - 3:40
4. "Up & Down" - 4:03
5. "We're Going to Ibiza" - 3:09
6. "Parada de Tettas" - 4:04
7. "Para o Brasil!" - 3:06
8. "Movin 'Around" - 3:48
9. "Overwhelm Yourself" - 4:26
10. "You and Me" - 5:24
11. "O Vengabeat - 4:09
12. "Paraíso..." - 7:06
13. Dick "Superfly Slick" - 5:20
14. "All Night Passion" - 3:42
15. "24" - 6:39
16. "To the Rhythm" - 6:15